# Хородіштя (Ясси)
Хородіштя (рум. Horodiștea) — село у повіті Ясси в Румунії. Входить до складу комуни Котнарі.
Село розташоване на відстані 330 км на північ від Бухареста, 55 км на північний захід від Ясс.

## Населення
За даними перепису населення 2002 року у селі проживали 687 осіб, усі — румуни. Усі жителі села рідною мовою назвали румунську.